# Nobuko Džašimaová
Nobuko Džašimaová (japonsky 麝嶋 伸子, * 26. prosince 1959) je bývalá japonská fotbalistka.

## Reprezentační kariéra
Za japonskou reprezentaci v roce 1981 odehrála 1 reprezentační utkání.

## Statistiky
| Japonsko | Japonsko | Japonsko |
| Roky     | Záp.     | Góly     |
| -------- | -------- | -------- |
| 1981     | 1        | 0        |
| Celkem   | 1        | 0        |